# Hermann-Josef Werres
Hermann-Josef Werres (* 10. April 1958 in Bornheim) ist ein ehemaliger deutscher Fußballspieler.

## Karriere
Hermann-Josef Werres kam über die Vereine TuS Roisdorf und den Bonner SC – dort hatte er 1979/80 in der Amateur-Oberliga Nordrhein gespielt – 1980 zum Zweitligisten Fortuna Köln. Unter dem neuen Fortunen-Trainer Martin Luppen absolvierte er in seiner ersten Saison in der 2. Bundesliga, 1980/81, an der Seite der Mitspieler Wolfgang Rolff, Karl-Heinz Mödrath und Johannes Linßen 35 Ligaspiele und erzielte dabei sechs Tore. Er spielte von 1980 bis 1986 173-mal in der 2. Fußball-Bundesliga (28 Tore) für die Kölner. In der Saison 1985/86 belegte Werres mit dem SC Fortuna hinter Meister FC Homburg und Vizemeister Blau-Weiß 90 Berlin den dritten Platz. Er kam aber nur noch zu 16 Ligaeinsätzen. Er scheiterte als Spieler mit seinen Mannschaftskameraden Karl Richter, Hans-Jürgen Gede und Bernd Grabosch nach den zwei Relegationsspielen am 13. und 17. Mai (2:0-Heimsieg/1:3-Auswärtsniederlage) am 30. Mai 1986 im Entscheidungsspiel in Düsseldorf mit 0:8 Toren am Bundesligaaufstieg an Borussia Dortmund.
Im DFB-Pokal 1983 war er nach dem 5:0-Halbfinalerfolg über Borussia Dortmund in das Endspiel am 11. Juni 1983 in Köln gegen den Lokalrivalen 1. FC Köln eingezogen. Vor 61.000 Zuschauern setzte sich der Erstligist mit einem Treffer von Pierre Littbarski in der 68. Minute mit 1:0 durch. Nach der Saison 1985/86 kehrte Werres zum Bonner SC zurück und spielte später noch für den FC Remscheid und SC Jülich.
Den Einstieg ins Trainergeschäft schaffte er in den 1990er Jahren an der Seite von Heinz Hornig beim damaligen Oberligisten FV Bad Honnef. 1996 übernahm er als hauptverantwortlicher Coach den Verbandsligisten TSC Euskirchen, den er zum Aufstieg in die Oberliga Nordrhein führte. Nach vier Jahren beim Verbandsligisten VfL Rheinbach übernahm Werres im November 2004 das Traineramt bei Germania Dattenfeld. Mit dem FC Hennef 05 feierte er im Sommer 2010 den Aufstieg in die Mittelrheinliga. Seit 2011 ist er wieder Trainer in Dattenfeld beim TSV Germania Windeck.